# Hanssum
Hanssum is een buurtschap in de gemeente Leudal in de Nederlandse provincie Limburg. Voor de gemeentelijke herindelingen in 2007 behoorde zij tot de gemeente Roggel en Neer en voor 1991 tot Neer. Officieel wordt de buurtschap tot het dorpsgebied van Neer gerekend. Ze ligt aan de Maas, zo'n halve kilometer ten oosten van de dorpskern van Neer, tegenover Rijkel. Tussen Hanssum en Rijkel vaart een veerboot voor fietsers en voetgangers. Hanssum heeft circa 73 huizen. Er ligt een jachthaven van WSV Hanssum en er ligt het bedrijventerrein Soerendonck. De Neerbeek mondt hier uit in de Maas. Deze beek scheidt de buurtschap in Groot-Hanssum op de linkeroever en Klein-Hanssum op de rechteroever.
In Hanssum bevindt zich op huisnummer 40b de voormalige brouwerij ’t Anker, die van 1850 tot 1986 in bedrijf is geweest. Het gebouw is aangewezen als gemeentelijke monument.
Dorpen: Baexem · Buggenum · Ell · Grathem · Haelen · Haler · Heibloem · Heythuysen · Horn · Hunsel · Ittervoort · Kelpen-Oler · Neer · Neeritter · Nunhem · Roggel

Buurtschappen: Aan de Bergen · Aan het Broek · Achter het Klooster · Asbroek · Beekkant · Berik · Blenkert · Brumholt · Caluna · Castert · De Horck · Dries · Eiland · Eind · Ellerhei · Gendijk · Geneijgen · Gerhegge · Haelense Broek · Hanssum · Heiakker · Heide (Heythuysen) · Heide (Roggel) · Heioord · Heugde · Hoek · Hollander · Hoogschans · Hoogstraat · De Horck · Kappert · Karreveld · Keizerbos · Kinkhoven · Laak · Maxet · Mortel · Nijken · Op de Bos · Ophoven · Overhaelen · Roligt · Santfort (deels) · Schaapsbrug · Schans (Ell) · Schans (Roggel) · Schillersheide · Smidstraat · Strubben · Uffelse · Venne · Vestjenshoek · Vlaas · Waije

Voormalige gemeenten: Haelen · Heythuysen · Hunsel · Roggel en Neer

Limburg: Steden en dorpen      Nederland: Provincies · Gemeenten